# Letohrad
Letohrad (tjekkisk udtale: [ˈlɛtoɦrat]; indtil 1950 Kyšperk; tysk: Geiersberg) er en by i distriktet Ústí nad Orlicí i regionen Pardubice i Tjekkiet. Den har omkring 6.500 indbyggere. Den historiske bymidte er velbevaret og er beskyttet ved lov som en urban monumentzone.
Landsbyerne Červená, Kunčice og Orlice er administrative dele af Letohrad.

## Etymologi
Det oprindelige tyske navn Geiersberg betød "gribbens bjerg", og det tjekkiske navn Kynšperk blev skabt af dets transskription. Det moderne navn Letohrad blev skabt ved sammenlægning af ordene letovisko (som betyder "sommerresort") og hradisko (der betyder gord).

## Geografi
Letohrad ligger omkring 10 km nordøst for Ústí nad Orlicí og 50 km øst for Pardubice. Den ligger i Orlickéforbjergene. Det højeste punkt er en konturlinje der er 545 meter over havets overflade. Floden Tichá Orlice løber gennem byen.

## Historie
Den første skriftlige omtale af Kyšperk Slot, en forløber for bosættelsen, er fra 1308, da det blev nævnt i Zbraslavs krøniker. Det blev grundlagt af Žampachslægten i det 13. århundrede. Eksistensen af slottet blev sidst nævnt i 1419. I 1513 blev byen Kyšperk første gang nævnt. Det blev formentlig grundlagt meget tidligere som en bebyggelse under slottet, men det havde hele tiden samme ejer, og der var ingen grund til at oprette optegnelser.
Byen oplevede en rivende udvikling i det 17. århundrede, da ejendommen var ejet af familien Vitanovský af Vlčkovice. Under Hynek Jetřich Vitanovskýs styre blev Kyšperk forbedret: han ombyggede den oprindelige fæstning til et barokslot, byggede et slotskapel, som senere blev til Sankt Wenzelskirken, håndværkere fik lov til at etablere laug, og der blev grundlagt et hospital for fattige og gamle.
Den store brand fra 1824 nedbrændte 76 huse. I 1874 krydsede en jernbane Kyšperk, hvilket startede væksten af tekstilindustrien. Efter 2. verdenskrig blev Kyšperk til en moderne by med en stor elektroteknisk industri.
I 1950 blev kommunerne Kyšperk, Orlice, Kunčice og Rotnek lagt sammen. Den nye kommune fik navnet Letohrad. Kyšperk blev omdøbt til Letohrad og Rotnek blev omdøbt til Červená. Efter fløjlsrevolutionen i 1989 blev byens historiske centrum renoveret.